# Соколов, Евгений Филиппович
Евгений Филиппович Соколов (1912 — ?) — советский конструктор-станкостроитель, изобретатель, лауреат Ленинской премии.
Окончил Московский станкостроительный техникум (1936).
С 1933 г. работал на Московском станкостроительном заводе им. С. Орджоникидзе. С 1957 г. зам. главного конструктора по наладкам.
Ленинская премия 1959 года: Мезивецкий Я. П., Коробочкин Б. Л., Ростовцев И. А., Берман М. М., Соколов Е. Ф.; «Создание, освоение серийного производства и внедрение в промышленность гаммы высокопроизводительных гидравлических токарно-копировальных полуавтоматов».